# Аустронежани
Аустронежани (неправилно Аустронезијци) су велика група народа насељена у југоисточној Азији, источној Африци и Океанији, а говорници су језика аустронежанске језичке породице. У ту групу спадају староседеоци Тајвана, народи Филипина, Источног Тимора, Индонезије, Малезије, Брунеја, Кокосових Острва, Полинезије, Микронезије и Мадагаскара, као и Малајци Сингапурци, Полинежани Новог Зеланда и Хаваја и непапуански народи Меланезије. Они се могу наћи и у јужном Тајланду, Вијетнаму, Камбоџи, на острву Хајнан, деловима Шри Ланке, јужном Мјанмару, северном делу Јужне Африке, Суринаму и на Андаманским острвима. Аустронежана у дијаспори има у САД, Уједињеном Краљевству, Аустралији, Канади, Холандији (већином Индонежани), Шпанији, Португалу, Хонг Конгу, Макау и државама западне Азије. Земље и територије које већином настањују Аустронежани су колективно познате као Аустронезија.
Етнички Малдивци такође поседују генетску повезаност са аустронежанским народима преко Малајског полуострва.

## Преисторија и историја
Археолошки докази демонстрирају технолошку повезаност између пољопривредне културе "југа" (мисли се на југоисточну Азију и Меланезију), и налазишта која су познатија као копнена Кина, где постоји комбинација археолошких и лингвистичких доказа која је интерпретирана као подршка "северног" порекла аустронежанске језичке породице у јужној Кини и Тајвану.
Теоретски је могуће доказати да пре неколико хиљада година пре ширења династије Хан према југу, говорници аустронежанских језика су се проширили низ обале јужне Кине поред Тајвана све до Тонкинског залива. Проширење осталих језичких породица као што су аустроазијска, таи-кадаи, хмонг-миен и сино-тибетанска је довело до асимилације и евентуалне синисизације свих говорника аустронежанских језика који су остали у копненој Кини (процеси који се данас настављају на Тајвану). У скорашњем третману сви аустронежански језици су класификовани у 10 подгрупа, са свим језицима Формозе који су сврстани у посебну подгрупу ове породице језика.
Алтернативе овог модела траже домородачко порекло аустронежанских језика у југоисточној Азији или Меланезији.
Генетске анализе сугеришу да су се Аустронежани југоисточне Азије проширили према Сунди (некадашњем копну које је обухватало југоисточну Азију, Суматру и Борнео) и еволуирали in situ пре око 35.000 година. Ипак, 2016. године спроведена ДНК анализа показала је да један од генетичких маркера коришћених у студији, али не и други, подржава хипотезу сеобе малог обима „са Тајвана“. Истраживања указују да је само мали део тајванског генетског кода нађен међу народима југоисточне Азије, а постоје и тврдње да су сеобе ових народа са Тајвана, иако мање по обиму, имале значајан утицај на културу и језик ових народа.

## Географска дистрибуција
Аустронежански народи се одређују на основу региона или државе у којој живе.
- Староседеоци Тајвана: Амис, Атајал, Бунун, Пајван.
- Малајско-полинезијски народи:
  - Борнејска група: Камбоџа, Хајнан, Вијетнам. нпр. Кадазан-Дусун, Мурут, Ибанци, Бидајух, Дајаци, Лун Баванг
  - Чамска група: нпр. Аћех, Чам, Џарајци, Утсули
  - Централна Лузонска група: Капампанган, Пангасинан, Самбал.
  - Игоротска: Кордиљера. нпр. Балангао, Ибалои, Ифугао, Итнег, Канкани.
  - Лумадска: Минданао. е.г Камајо, Манобо, Тасадајци, Боли.
  - Малгашка: Мадагаскар. нпр. Бетсилео, Мерина, Сакалава, Тсимихети.
  - Меланежанска: Меланезија. нпр. Фиџијци, Канак.
  - Микронежанска: Микронезија. нпр. Каролинци, Палауци.
  - Мокенска: Мјанмар, Тајланд.
  - Моро: Бангсаморо. нпр. Баџао, Таусуг и Маранао.
  - Северни Лузон: нпр. Илоци, Ибанаг, Итавес.
  - Полинежанска: Полинезија. нпр. Маори, Хавајци, Самоанци.
  - Јужна Лузонска: нпр. Тагали и Бикол.
  - Сунда-Сулавеси: нпр. Малајци, Сунди, Јаванци, Балинежани, Батаци и Бутонци
  - Висајанска: нпр. Акланон, Бохолано, Себуано, Масбатенци, Варај.

Према скорашњим студијима универзитета Станфорд у Калифорнији, постоји широка разноврсност порекла по мушкој линији аустронежанских народа, поред мањег европског доприноса откривеног у југоисточној Азији, Меланезији, Океанији и Мадагаскару. Чине доминантне етничке групе у регионима као што су Полинезија, Меланезија, Мадагаскар и Малајско полуострво. У овим регионима живи око 380 милиона људи који су аустронежанског порекла.
Ови народи такође чине већину у државама као што су Индонезија, Малезија, султанат Брунеј, Филипини, делом Источни Тимор (значајну популацију чине Папуанци који живе на истоку ове државе), заједно са Сингапуром. Претпоставља се да је око 14% становништва Сингапура аустронежанског порекла. Изван ове регије, настањују и Палау, Гуам и Северна Маријанска Острва, као и Хаваје. Народ Чам претежно настањује Камбоџу и Вијетнам.

## Религија
Изворна религија је анимизам, а и данас је широко распрострањен међу неким Аустронежанима (нарочито Малгаши, Ибанци, Пангасинан и други), док остали претежно исповедају хришћанство (Тагали, Тетумци, делом Ибанци, Капампанган, староседеоци Тајвана и остали филипински народи), ислам (Чам, Малајци, Индонежани, Минангкабау, Ачехи), будизам (народи на простору Вијетнама) и хиндуизам (Балинежани). У односу на напоменуте религије, етничке и фолк религије имају знатно мањи број припадника.
Хришћански мисионари из европских земаља су ширили хришћанство међу овим народима, док су међу њима најбројнији католици, затим протестанти, мормони и други (мисионари из Француске, Шпаније, Холандије, Португалије).
Исламски трговци су ширили ислам на подручјима Индонезије и Малезије између 10. и 13. века, после чега је ислам био доминантан (арапски трговци).